# Morava meridionale
La Morava meridionale (in Serbo, Јужна Морава, Južna Morava) è un fiume che nasce nella Repubblica di Macedonia e scorre in Kosovo e nella Serbia centrale dove, incontrandosi con la Morava Occidentale dà luogo alla Grande Morava.

## Sorgenti
Le sorgenti della Morava meridionale si trovano a nord della capitale macedone Skopje, nella catena della Alpi dinariche. Due piccoli corsi d'acqua, la Ključevska reka e la Slatinska reka si uniscono a formare il fiume Golema che, entrato in territorio kosovaro, prende il nome di Binačka Morava. Dopo 49 km incontra la Preševska Moravica presso Bujanovac, e per il restante corso di 246 km è chiamato Morava meridionale.

## Geografia

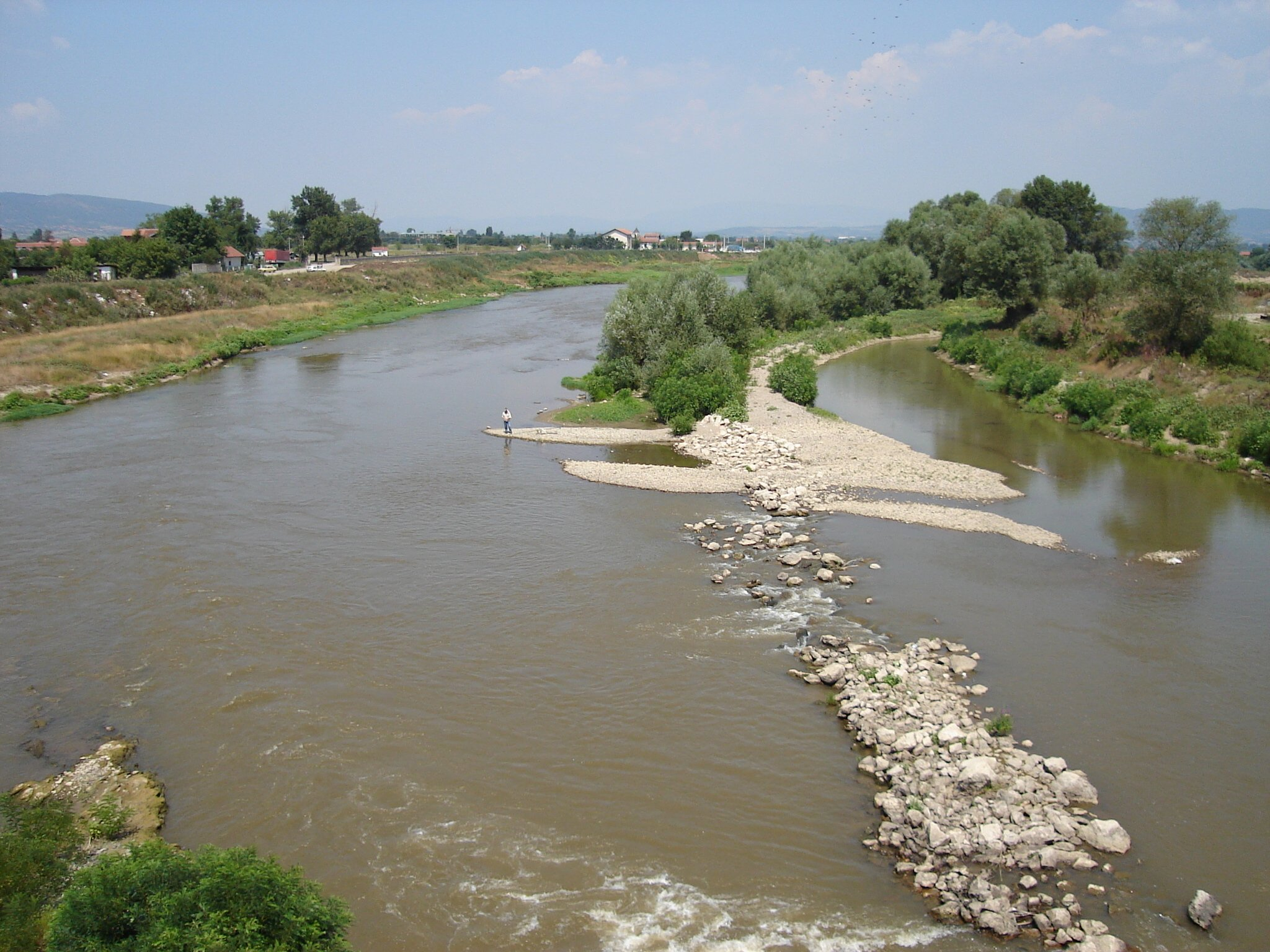
Morava meridionale

Il fiume appartiene al bacino idrografico del Mar Nero, e la sua area di drenaggio è 15.469 km². La valle in cui scorre è caratterizzata da una serie di gole e di depressioni che si susseguono per tutto il suo corso.
La sua portata media è di 100 m³/s e non è navigabile.
Le regioni lungo il suo corso hanno subito nel corso del tempo una quasi completa deforestazione. Questo ha causato uno dei più gravi casi di erosione presente nei Balcani. Il terriccio non più trattenuto dalle radici degli alberi, durante le piogge, finisce nell'alveo del fiume che porta con sé una grande quantità di sedimenti fino alla confluenza nella Grande Morava. L'innalzamento conseguente del letto del fiume è motivo di frequenti inondazioni.

## Affluenti
La Morava meridionale ha 157 affluenti. I più importanti sono, ad ovest, la Jablanica, la Veternica, la Pusta reka e la Toplica. A est, la Nišava e la Moravica.

## Economia
Le acque del fiume sono utilizzate prevalentemente per scopi agricoli, anche se è stata costruita una grande centrale idroelettrica lungo il suo corso per sfruttare la potenza delle sue acque, centrale che, però, non viene utilizzata.
Sono i collegamenti a sfruttare maggiormente la valle della Morava meridionale: lungo il corso del fiume, infatti, sono state costruite la linea ferroviaria e l'autostrada che da Belgrado portano a Skopje e da lì a Salonicco.